# Бионикс
Бионикс — современная сингапурская боевая машина пехоты.
Производится сингапурской компанией «Сингапур текнолоджис кинетикс» (ST Kinetics)смотреть:https://war-book.ru/bmp-bionix/ Серийный выпуск этих гусеничных машин был начат в 1996 году. Бронекорпус сварной из катаной стальной брони с установленными навесными модулями пассивной брони.
Состоит на вооружении сухопутных войск Сингапура. Машина может быть транспортирована на военно-транспортных самолетах, таких как Локхид C-130 Геркулес.

## Описание конструкции

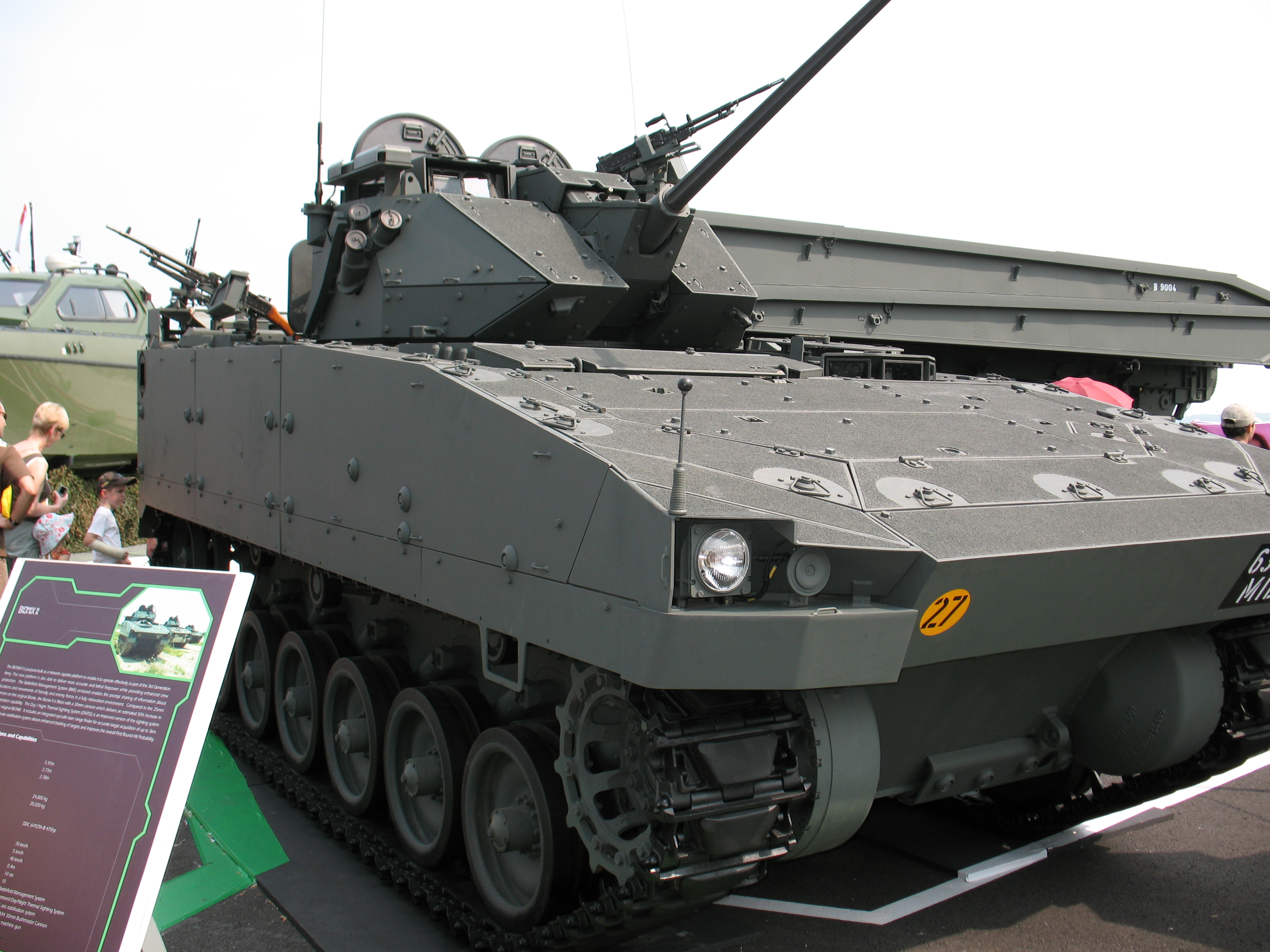
БМП Бионикс с комплексом вооружения на базе 25-мм пушки.

Моторно-трансмиссионное отделение находится справа спереди, управления — слева спереди, боевое размещается посередине, десантное — сзади. Бронезащита БМП Бионикс имеет модульную конструкцию.
Автоматическая пушка стабилизирована в двух плоскостях и оснащена лазерным дальномером с дальностью 3,0 км.
БМП Бионикс II оснащается современной боевой информационно-управляющей системой, что позволяет быстро делиться информацией о месторасположении и перемещении своих сил и сил противника.
Бионикс II отличается от ранних версий улучшенной защитой и сохраняет унификацию по моторно-трансмиссионному отделению и подвеске.

## Модификации
- Bionix 25 — модификация с 25-мм автоматической пушкой M242 Bushmaster
- Bionix 40/50 — модификация с 12,7-мм пулемётом и 40-мм АСГ CIS-40-AFL
- Bionix II — самая совершенная модификация, оснащенная 30-мм автоматической пушкой Bushmaster II
- БРЭМ
- Мостоукладчик
- Командно-штабная машина
- Trailblazer — боевая машина разминирования. Оснащена цепным противоминным тралом. Разработана в 2008 году[5]

## ТТХ модификаций
|                      | Bionix 25             | Bionix 40/50         | Bionix II           |
| -------------------- | --------------------- | -------------------- | ------------------- |
| Экипаж, чел          | 3                     | 2                    | 3                   |
| Десант, чел          | 7                     | 9                    | 7                   |
| Калибр и марка пушки | 25-мм M242 Bushmaster | —                    | 30-мм Bushmaster II |
| Пулемёты             | 2 × 7,62-мм           | 1 x 12,7-мм CIS 50MG | 2 х 7,62-мм         |
| АСГ                  | —                     | 1 х 40-мм CIS-40-AFL | —                   |
| Тепловизор           | есть                  | нет                  | есть                |
| Боевая масса, кг     | 23 000                | 21 500               | 24 800              |

## На вооружении
- Сингапур — 200 Bionix II, 200 Bionix 25 и 300 Bionix 40/50, по состоянию на 2012 год[8]

## Галерея

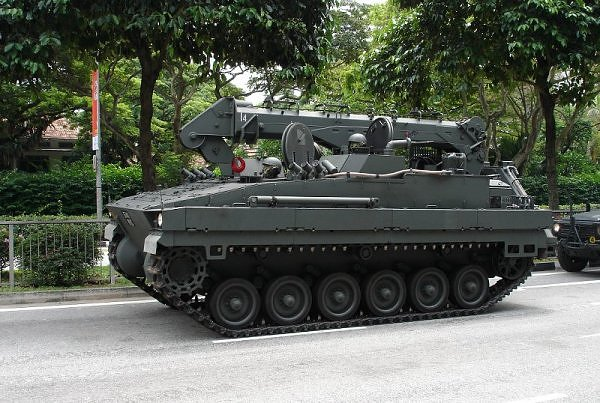
БРЭМ RCV
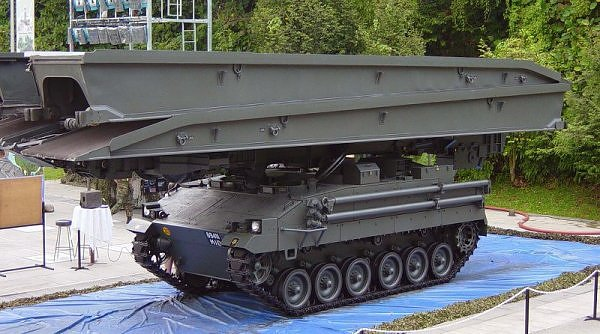
Мостоукладчик AVLB
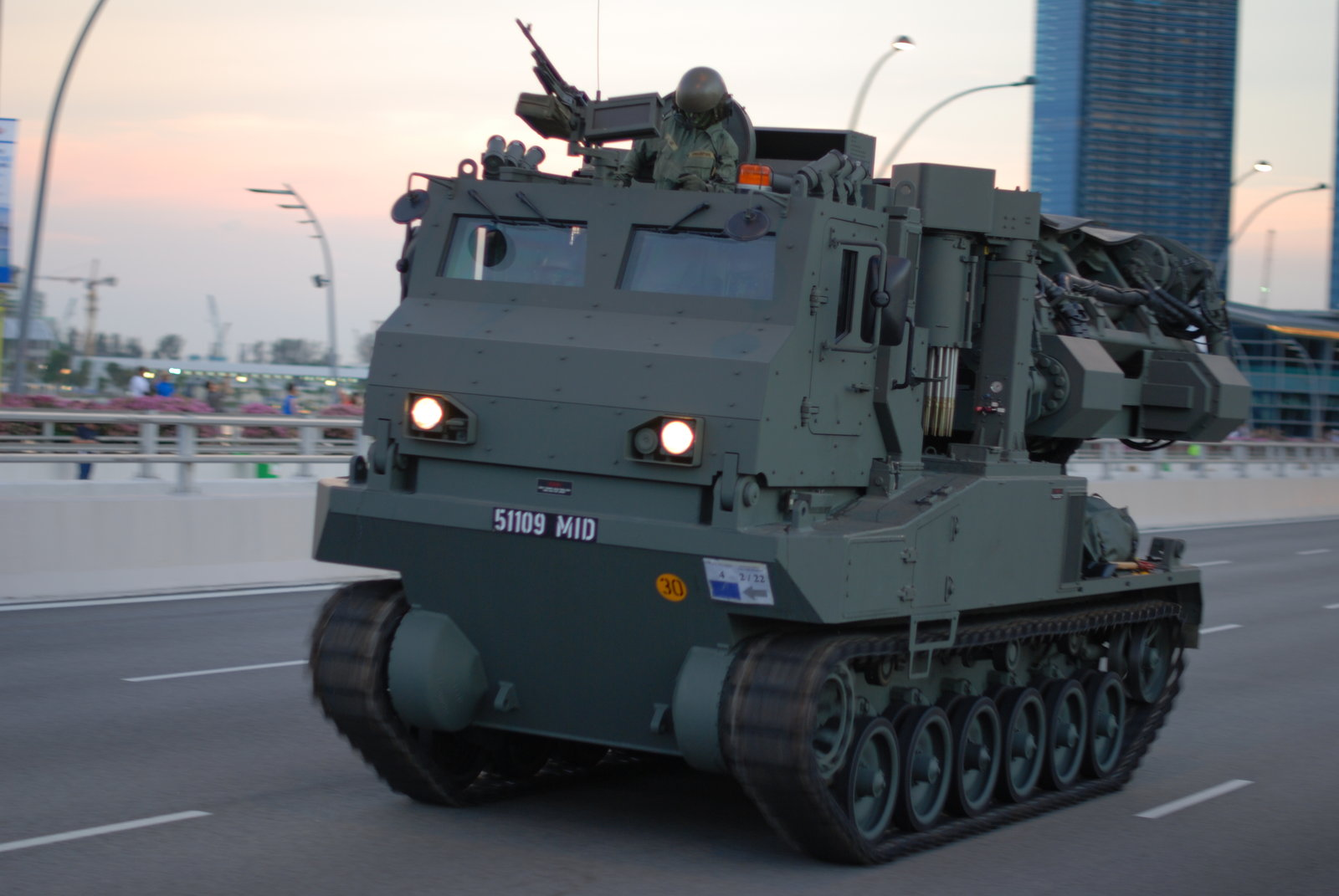
Боевая машина разминирования Trailblazer